# Siobhan Finneran
Siobhan Finneran (Oldham, 2 gennaio 1966) è un'attrice britannica.

## Filmografia parziale

### Cinema
- Rita, Sue e Bob in più (Rita, Sue and Bob Tool), regia di Alan Clarke (1987)
- Boy A, regia di John Crowley (2007)
- Il gigante egoista (The Selfish Giant), regia di Clio Barnard (2013)

### Televisione
- Coronation Street – serie TV, 23 episodi (1989-1990)
- Motormouth – serie TV, 32 episodi (1991-1992)
- The Russ Abbot Show – serie TV, 8 episodi (1995-1996)
- Peak Practice – serie TV, episodio 3x01 (1995)
- Valle di luna – serie TV, 57 episodi (1998)
- Bob & Rose – serie TV, episodi 1x3-1x4-1x6 (2001)
- Clocking Off – serie TV, 20 episodi (2000-2002)
- Sparkhouse – serie TV, episodi 1x1-1x2 (2002)
- The Amazing Mrs Pritchard – serie TV, 4 episodi (2006)
- Apparitions – serie TV, 5 episodi (2008)
- Unforgiven – serie TV, episodi 1x1-1x2-1x3 (2009)
- Downton Abbey – serie TV, 25 episodi (2010-2012)
- The Syndicate – serie TV, 6 episodi (2013)
- Benidorm – serie TV, 44 episodi (2007-2015)
- Happy Valley – serie TV, 18 episodi (2014-2023)
- The Widow – serie TV, episodio 1x05 (2019)
- The Stranger  – miniserie TV, 8 puntate (2020)

## Doppiatrici italiane
Nelle versioni in italiano delle opere in cui ha recitato, Siobhan Finneran è stata doppiata da:
- Anita Bartolucci in Downtown Abbey
- Antonella Alessandro in Il gigante egoista
- Anna Cugini in Happy Valley
- Cristina Boraschi in Doctor Who
- Roberta Pellini in The Widow
- Aurora Cancian in The Stranger